# Ian Callum

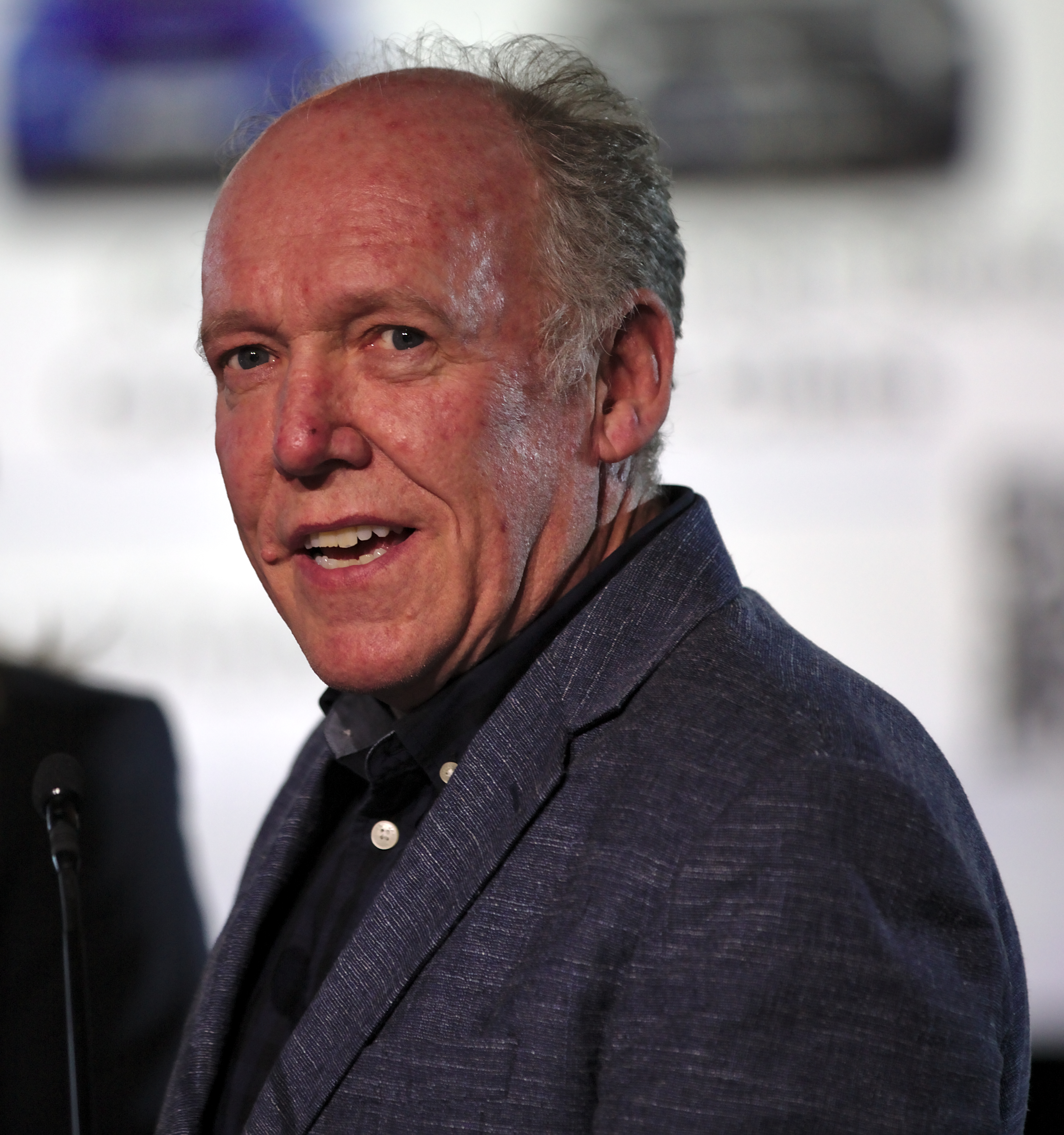
Ian Callum (2019)

Ian Callum (Dumfries, 1955) é um designer de carros escocês que atualmente diretor de design da Jaguar. 
É o irmão mais velho do desenhista Moray Callum e atualmente reside em Oxfordshire, na Inglaterra.